# البنك الوطني الهنغاري
البنك الوطني الهنغاري أو البنك المركزي المجري (بالمجرية: Magyar Nemzeti Bank (MNB))‏ هو البنك المركزي في هنغاريا (المجر) وكجزء من النظام الأوروبي للبنوك المركزية. تأسس البنك الوطني الهنغاري في عام 1924، وخلف البنك الملكي الهنغاري الحكومي، الذي قدم الفورنت الهنغاري في 1 أغسطس 1946. يركز البنك الوطني الهنغاري بشكل خاص على علاقاته الدولية، وعلى المشاركة في المنتديات المهنية للمؤسسات الاقتصادية الدولية والمنظمات المالية (الاتحاد الأوروبي وصندوق النقد الدولي ومنظمة التعاون والتنمية الاقتصادي).
هدفه الرئيسي هو استقرار الأسعار، وإنما هو مسؤول أيضا عن إصدار العملة الوطنية، والفورنت، والسيطرة على المال في التداول، وتحديد سعر الأساس البنك المركزي، ونشر أسعار الصرف الرسمية، وإدارة احتياطيات النقد الأجنبي والذهب إلى تأثير أسعار الصرف.

## عمليات

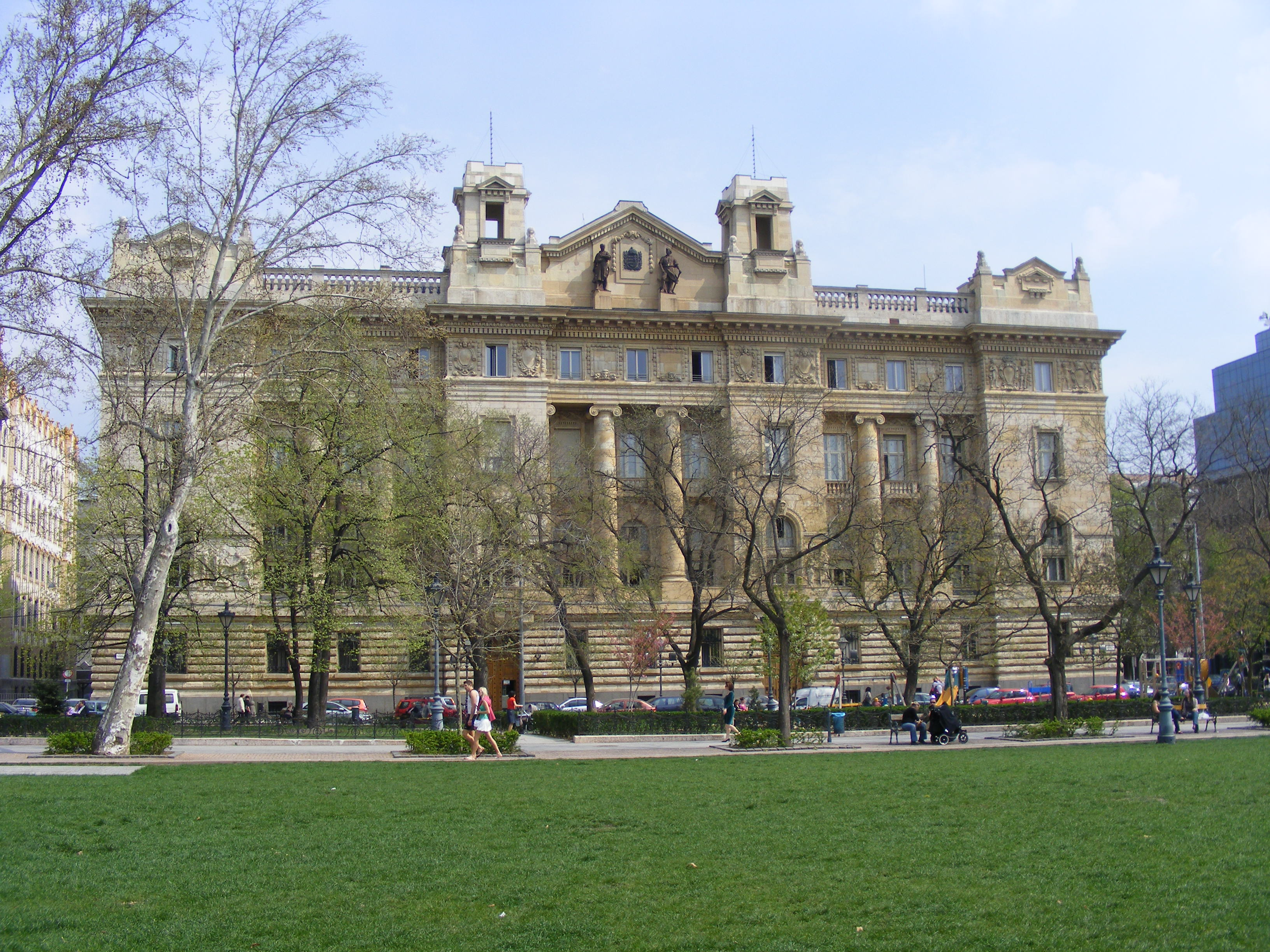
مبنى البنك الوطني الهنغاري في ساحة الحرية ، في مدينة بودابست الداخلية

يتم تعيين محافظ البنك الوطني الهنغاري من قبل رئيس هنغاريا بناءً على اقتراح رئيس الوزراء لمدة ست سنوات. مجلس النقد هو أهم هيئة لصنع القرار في البنك الوطني الهنغاري. يقع المبنى في ساحة الحرية، في مدينة بودابست الداخلية، بجوار مبنى السفارة الأمريكية.
يحتفظ بنك بهدف تضخم متوسط الأجل يبلغ حوالي 3٪. هذا أعلى إلى حد ما من المستوى المقبول عمومًا للتضخم من أجل استقرار الأسعار في أوروبا، ويتم استخدامه للسماح لـ «اللحاق بالركب» في المجر إلى بقية أوروبا. ينص قانون البنك المركزي المجري على أن «الهدف الأساسي له هو تحقيق والحفاظ على استقرار الأسعار. دون المساس بهدفه الأساسي، يجب على البنك الوطني المتعدد الأطراف دعم السياسة الاقتصادية للحكومة باستخدام أدوات السياسة النقدية المتاحة لها».
يمكن استبدال العملة المحددة أو التالفة في المكتب الرئيسي للبنك وكذلك في مكتبيها الإقليميين.

## معرض صور

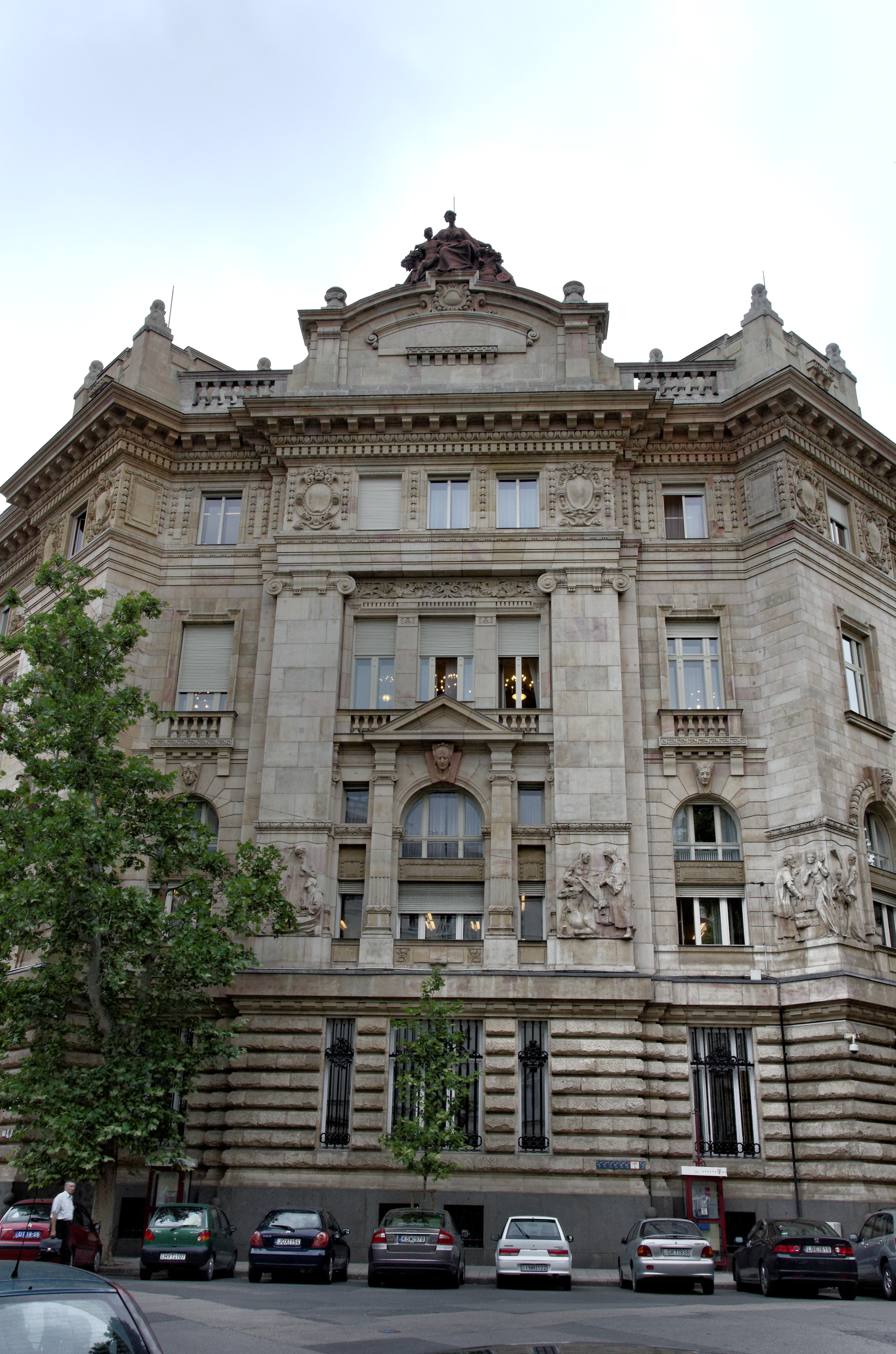
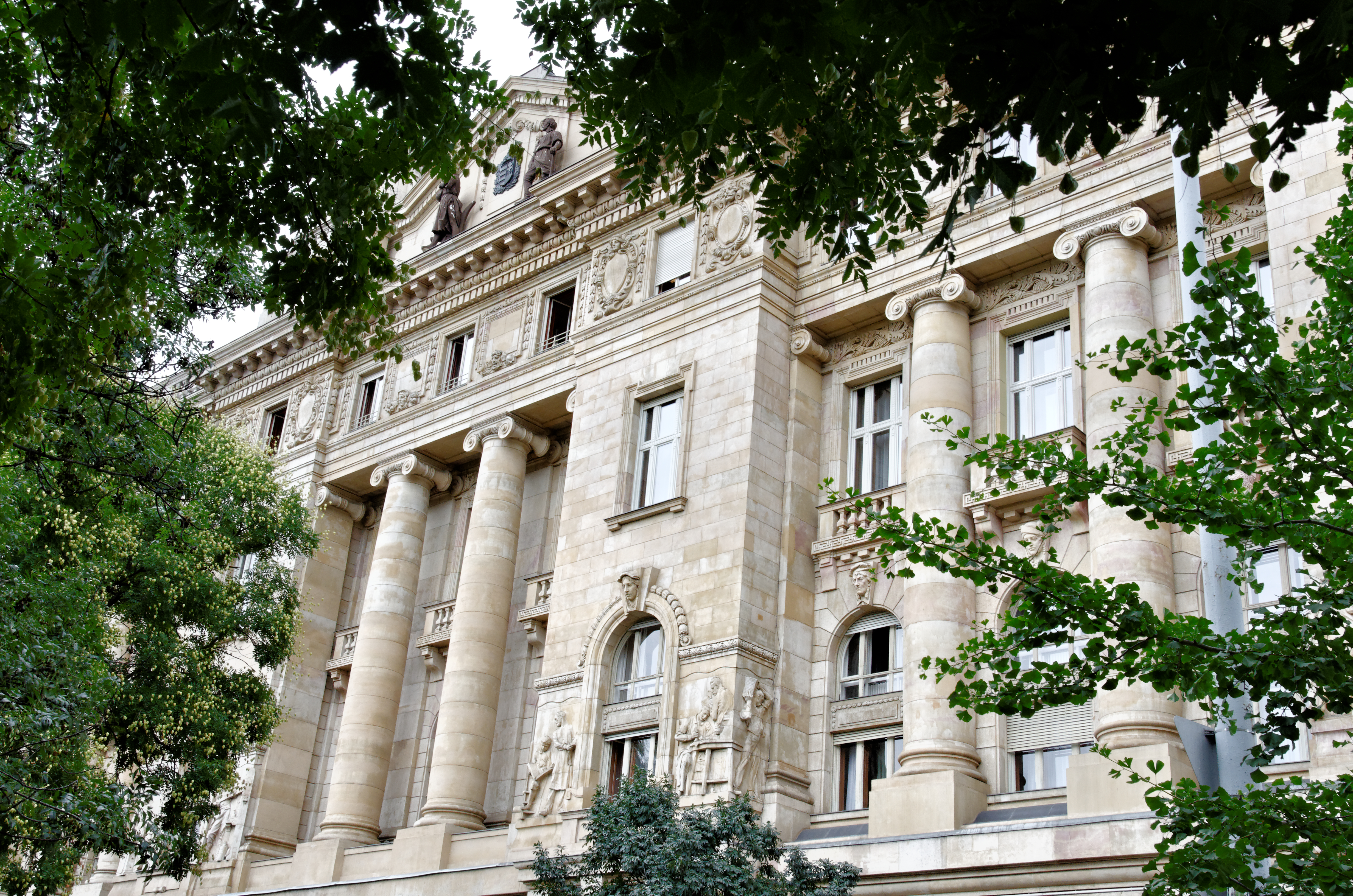
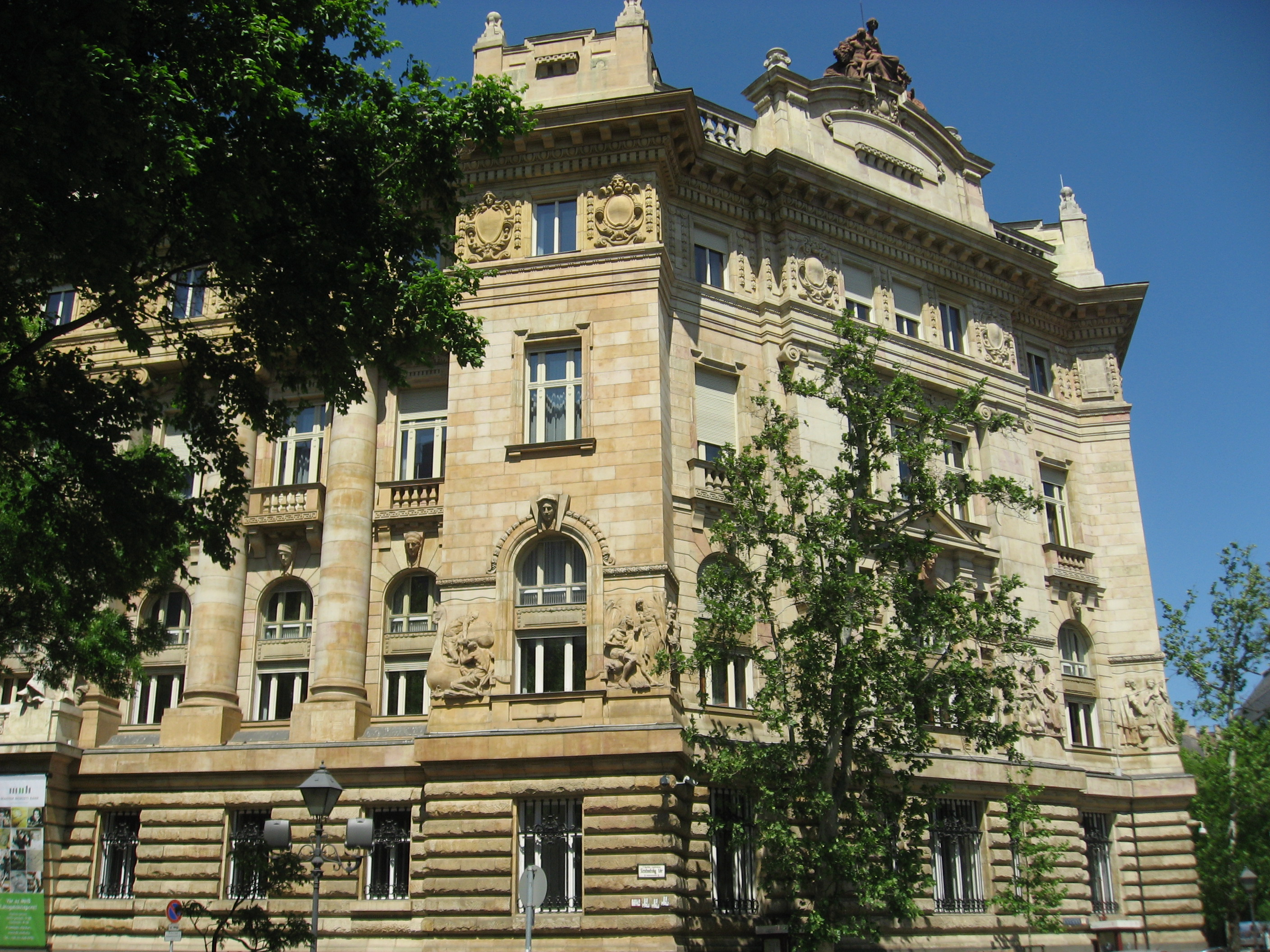
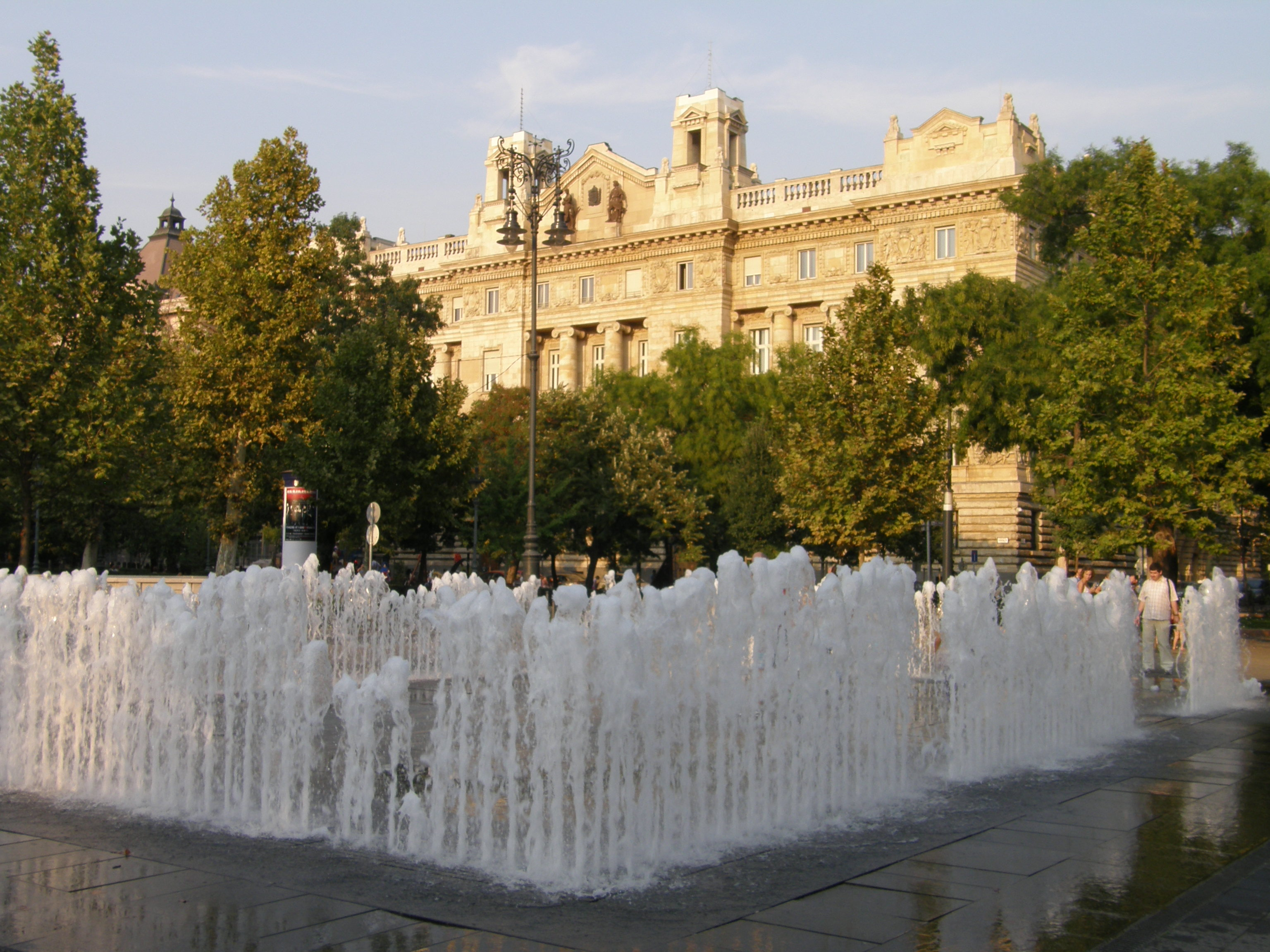